# Anel viário

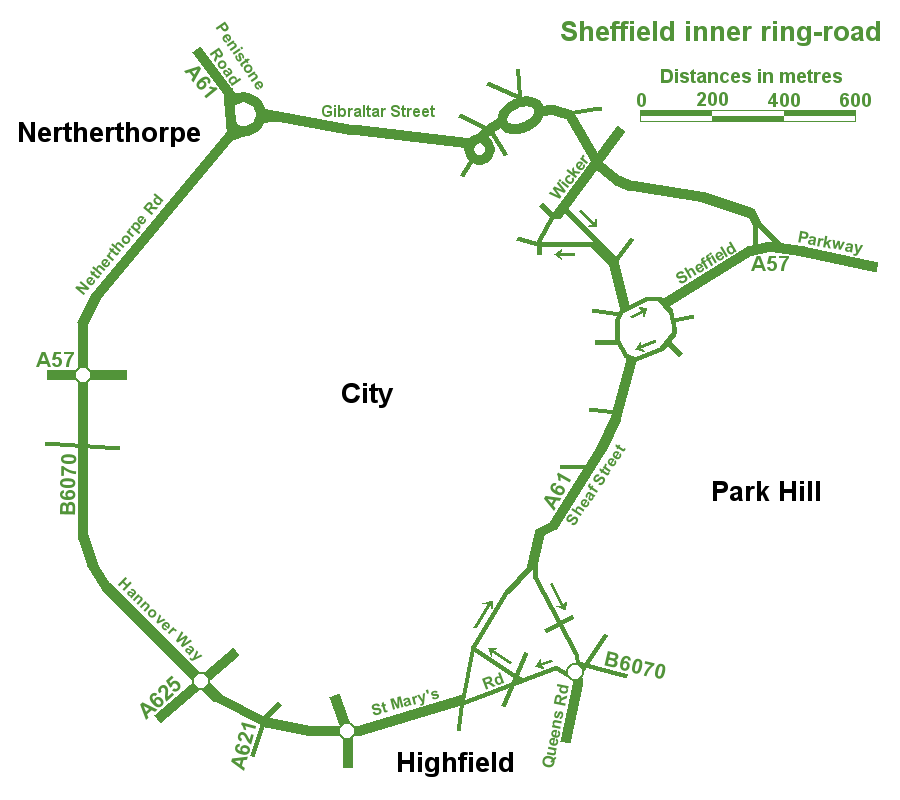
Anel viário de Sheffield, Reino Unido

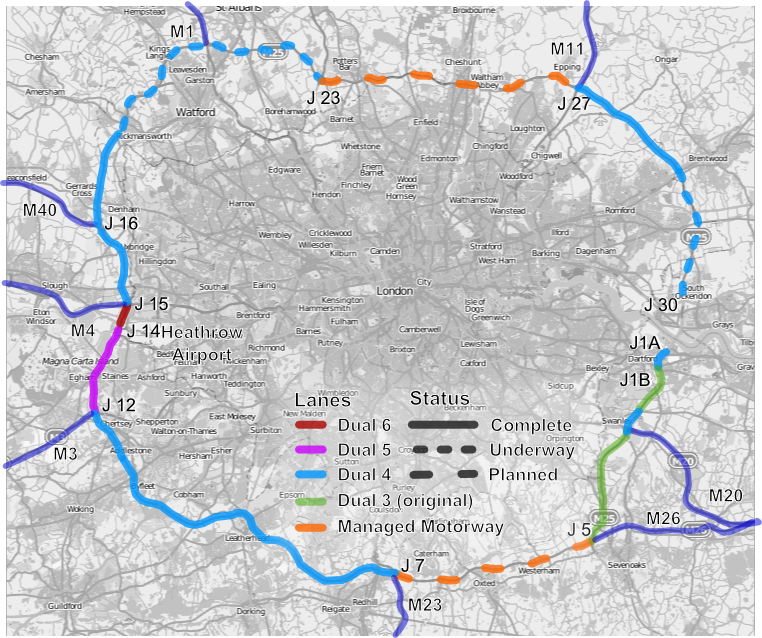
M25 Motorway, o rodoanel no entorno de Londres

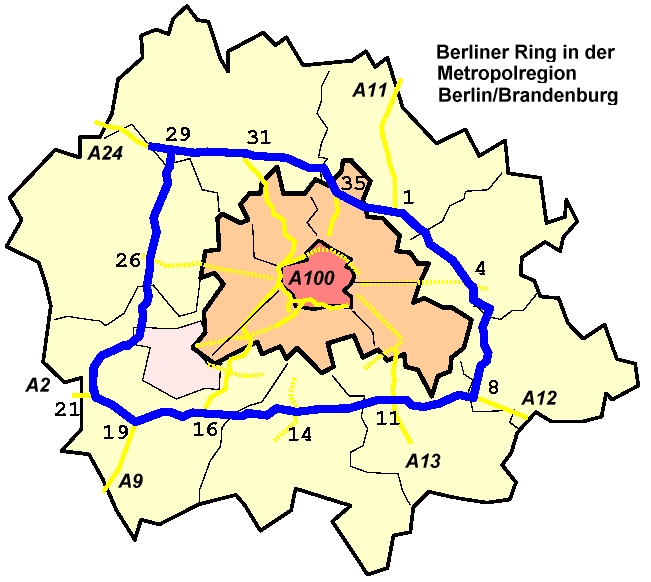
Bundesautobahn 10, anel viário de Berlim, Alemanha

Autoestradas que formam a Via de Cintura Interna, Porto, Portugal

Mapa do Rodoanel Mário Covas, na Grande São Paulo, Brasil

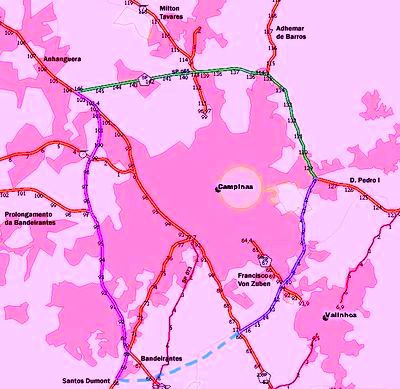
Anel viário de Campinas, Brasil

Um anel viário, anel rodoviário, rodovia de contorno, rodoanel ou circunvalação é uma estrada ou autoestrada construída no perímetro de grandes cidades conectando importantes vias de circulação de veículos para evitar que o tráfego afete vias de menor escoamento.

## Cidades onde existem rodoanéis
Muitas cidades e zonas metropolitanas optaram pela construção de diversos rodoanéis ou circunvalações, a fim de facilitar o tráfego diário. 

### Europa

#### Atenas
Atenas está rodeada pela autoestrada de Attiki Odos, com uma extensão de 65 quilómetros possuindo três faixas de rodagem em cada sentido, uma via especial para emergências e ainda uma faixa central destinada à rede ferroviária suburbana. É considerada a espinha dorsal de todo o sistema rodoviário da região da Ática (A brief, 2008). 

#### Lisboa
Em Lisboa existe a Circular Regional Interna de Lisboa e a Circular Regional Externa de Lisboa. 

#### Porto
Na cidade do Porto existe a estrada da circunvalação, a Estrada Nacional 2. 
A nível interior da cidade há ainda a VCI Via de Cintura Interna. 
Circundante ao Grande Porto há a A41 Circular Regional Externa do Porto.

#### Paris
Em Paris existem três anéis viários: o Boulevard périphérique de Paris, que contorna toda a cidade de Paris própria, exceto o Bois de Boulogne e o Bois de Vincennes, a Autoroute A86, também conhecida como Paris super-périphérique, e a Francilienne, que passam pela Região Parisiense.

### Brasil

#### São Paulo
Na região metropolitana de São Paulo existe o Rodoanel Mário Covas, ainda em construção. Três dos quatro trechos estão prontos, faltando apenas o trecho Norte.

#### Campinas
Em Campinas, no interior do estado, existe a Rodovia José Roberto Magalhães Teixeira, que ainda está em processo de prolongamento, dito como trecho sul, e o Contorno Norte.

#### Rio de Janeiro
O Arco Metropolitano do Rio de Janeiro está sendo construído em torno da cidade do Rio da Janeiro. Um trecho de 71 km foi entregue em 2014, restando apenas a duplicação da BR-493 (Magé-Manilha) para que o arco esteja todo pronto e duplicado. Há um projeto de futura ampliação do Arco até a cidade de Maricá.

#### Manaus
O Rodoanel Metropolitano de Manaus está sendo construído em torno da cidade de Manaus. Um trecho de 8,7 quilômetros foi entregue em 2023. O projeto possui 37,8 quilômetros de vias rápidas e modernas. O rodoanel ligará as zonas Norte, Sul, Leste e Oeste da cidade de Manaus.

#### Belo Horizonte
Em Belo Horizonte, existe o Anel Rodoviário (BR-262).

#### Curitiba
Curitiba tem um anel rodoviário em torno da cidade, onde os trechos são chamados de Contorno Leste, Sul e Norte. O Contorno Norte, no entanto, ainda não se liga ao trecho Leste, formando um anel incompleto.

#### Fortaleza
Na Região Metropolitana de Fortaleza, há a Rodovia 4.º Anel Viário. Circunda a cidade de Fortaleza, ligando os dois principais portos do Ceará, o Porto do Mucuripe e o do Pecém. Desde 2010, a rodovia passa por polêmica obra de duplicação.

#### Florianópolis
O Contorno Viário é uma rodovia duplicada de 50km cuja função é desviar o trânsito da BR-101 para fora do perímetro urbano da Região Metropolitana de Florianópolis, atravessando o interior de três municípios vizinhos a capital catarinense, São José, Palhoça e Biguaçu, e cruzando as rodovias BR-282, SC-281 e SC-407.

#### Ribeirão Preto
Em Ribeirão Preto, Anel Viário Norte (SP-328) e o Anel Viário Sul (SP-333) formam uma circunferência completa em torno de cidade, em conjunto com a Via Anhanguera.

#### Feira de Santana
Em Feira de Santana, a Avenida do Contorno é uma circunferência completa em torno da cidade, interligando várias rodovias.

#### Boa Vista
Em Boa Vista, o Contorno Oeste descreve um arco no lado oposto ao rio Branco, desviando o tráfego da BR-174 e RR-205 do interior do perímetro urbano.

#### Vitória da Conquista
Em Vitória da Conquista, o anel rodoviário Jadiel Matos faz uma volta completa ao redor do perímetro urbano da cidade. Interliga várias rodovias, entre elas a BR-116.